# Nirinoides staudiugeri
Nirinoides staudiugeri là một loài bọ cánh cứng trong họ Chrysomelidae. Loài này được Jacoby miêu tả khoa học năm 1903.